# I. Sándor orosz cár
I. Sándor (oroszul: Александр I, teljes neve Alekszandr Pavlovics Romanov-Holstein-Gottorp, Александр Павлович Романов; Szentpétervár, 1777. december 12./23. – Taganrog, 1825. november 19./december 1.), Oroszország cárja volt 1801. március 12./23. és 1825. december 1. között. Ő volt egyúttal a Kongresszusi Lengyelország uralkodója is 1815-től 1825-ig, illetve Finnország első nagyhercege.
Szentpéterváron született Pavel Petrovics nagyherceg, a későbbi I. Pál orosz cár és Mária Fjodorovna fiaként. Sándor azután került a trónra, hogy apját meggyilkolták, és ő állt Oroszország élén a napóleoni háborúk zűrzavaros időszakában. Uralkodásának első időszakában Sándor liberális reformokat próbált bevezetni, de a második időszakban sokkal következetlenebb volt, ami több reform visszavonásához vezetett. Uralkodása alatt Oroszország meghódította Finnországot és Lengyelország egy részét. Jellemének ellentmondásossága és halálának titokzatos körülményei miatt az egyik legérdekesebb orosz cárnak tartják.

## Fiatalkora és trónra lépése
I. Sándor Pavel Petrovics nagyherceg (a későbbi I. Pál) és Marija Fjodorovna (Württemberg-Montbéliard hercegnője) elsőszülött gyermeke volt. Nagyanyja, II. (Nagy) Katalin, aki unokájára hagyja a trónt, magához vette, hogy felkészítse az uralkodásra.
II. Katalin Denis Diderot-t kérte fel Sándor nevelőjéül, aki ezt a felkérést visszautasította; a cárnő választása ezek után a svájci Frédéric-César de La Harpe-ra esett. A meggyőződéses republikánus férfi maradandó hatást gyakorolt a leendő cár gondolkodására. Az idő múlásával azonban Sándor egyre inkább szembefordult a cárnővel, és csodálattal figyelte apja gatcsinai „kiskirályságát”, amely egyre inkább hasonlított egy katonai táborhoz. A kamasz Sándor itt kapta katonai kiképzését egy kemény és szigorú tábornoktól, Alekszej Arakcsejevtől, aki a későbbiekben hadügyminiszter, államtanácsos, az orosz belpolitika meghatározó alakja lett.
Sándor 16 éves korában befejezte tanulmányait, miután nagyanyjának akaratából elvette feleségül a tizennégy éves Lujza baden-durlachi hercegnőt (Jelizaveta Alekszejevnát). A házasság a kezdetektől fogva boldogtalannak bizonyult. A kedves, elbűvölő lányt mindenki szerette, csak a férje nem.
II. Katalin egyes feltételezések szerint már megfogalmazta a kiáltványát, amelyben megfosztotta fiát a jogaitól, és unokáját jelölte meg örököséül. 1796. november 17-én (november 6.) azonban a cárnő váratlanul meghalt, Pál pedig állítólag megsemmisített minden olyan dokumentumot, ami kétségbe vonta az ő öröklését.
Pál, aki I. Pál néven lépett az orosz trónra, már kezdetektől fogva fontos tisztségeket ruházott fiára, így például Szentpétervár katonai kormányzójának tisztségét. Sándor tudott az apja ellen készülő merényletről, úgy tudta, hogy apját csak le akarják mondatni. 1801. március 23-án éjjel az összeesküvők I. Pálra törték, ám a cár ellenállt a lemondatásának, a kialakuló dulakodásban végül megverték és megfojtották. Az összeesküvő tisztekkel, apja gyilkosaival szemben Sándor nem tett lépéseket.

## Uralkodása

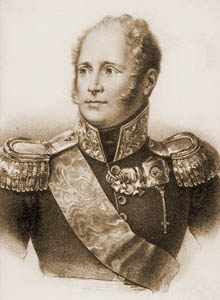
A cár

Sándorra nagy bizakodással tekintettek alattvalói. A jó megjelenésű, erős, kellemes, emberséges, lelkesedéstől fűtött fiatalember átfogó reformok bevezetéséről álmodozott. Előkelő származású, de liberális elveket valló barátaival, Adam Jerzy Czartoryski herceggel, Pavel Sztroganov gróffal, Viktor Kocsubej gróffal és Nyikolaj Novoszilcevvel megalapította a Titkos Bizottságot (Nyeglasznij Komityet), amelynek célja a „nemzet jólétének forrásul szolgáló jó törvények” megalkotása volt. Bár Sándor az ügyek többségében rájuk hallgatott, ők óvatos tanácsokat adtak. Sándor népszerűségét növelte az is, hogy enyhített a cenzúrán, és II. Katalin politikájához akart visszatérni.
1803-ban törvény született arról, hogy a földesurak felszabadíthatják jobbágyaikat, de 1825-ig (Sándor uralkodásának végéig) a jobbágyok alig 0,5%-a lett szabad. A cár korlátozta a Szenátus működését és jogkörét, ezzel akarva növelni a saját hatalmát. 1802-ben nyolc minisztériumot hozott létre; a minisztereket ő nevezte ki, és ő mentette fel, de a Szenátusnak jogában állt jelentést kérni róluk. A Titkos Bizottságot megszüntették; a politikai foglyok jó részét elengedték, és számos száműzöttet visszahívtak az országba.
Egy másik, szintén 1803-ban kiadott rendelet szerint az egyháznak minden faluban iskolát kellett nyitnia, és ingyenes oktatásban részesítenie még a jobbágyok gyermekeit is. A nagyobb városokban középiskolák nyíltak, és ekkor tették le Harkov és Kazany egyetemeinek alapköveit is.

### Szperanszkij
1808 és 1812 között Sándor legfőbb tanácsadója Mihail Mihajlovics Szperanszkij, aki az ország kormányzati intézményeinek modernizálását akarta megvalósítani. 1809-től kezdve a hivatalnokoknak afféle a „alkalmassági vizsgát” kellett tenniük; 1812-re elkészült egy polgári törvénykönyv I. Napóleon jogi reformjai mintájára (a törvénykönyv azonban nem volt népszerű a nemesség körében, és soha nem is használták). Szperanszkij az állam bevételeit közel háromszorosára növelte a fejadó megnövelésével és a jövedelemadó bevezetésével (amely azonban igen nagy felháborodást keltett az arisztokráciában).
Szperanszkij tanácsára állították fel az Államtanácsot, amely a törvényjavaslatokat készítette elő. Javasolta egy állami duma (parlament) létrehozását is, azonban ezt Sándor hevesen ellenezte, mivel úgy érezte, csökkentené a hatalmát. 1812 márciusára világossá vált, hogy a franciák elleni háború elkerülhetetlen. Szperanszkijt meglehetősen rosszul fogadták a konzervatívok, így Sándor kénytelen volt elbocsátani őt, hogy így békítse meg az elégedetlenkedőket a háború előtt.

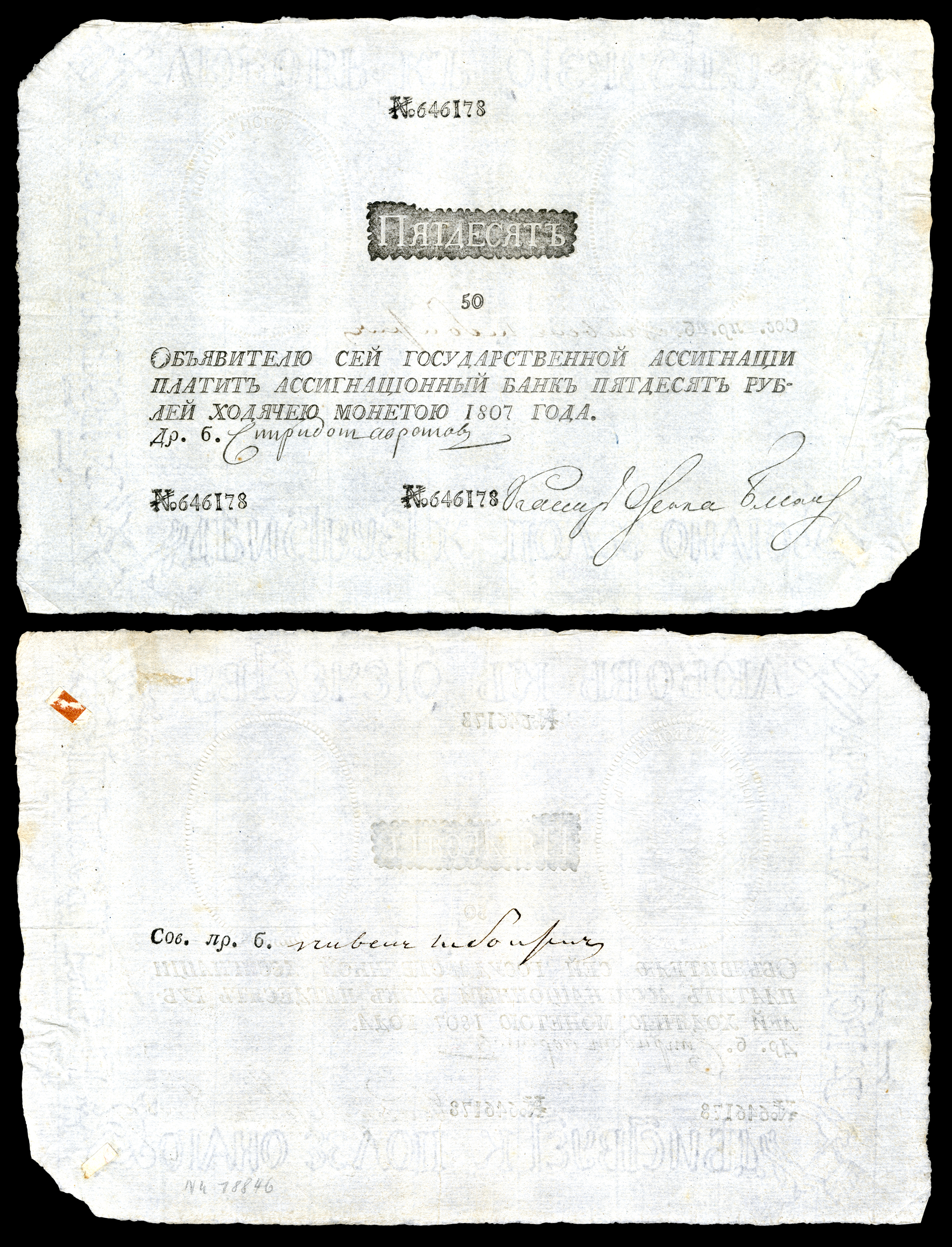
Orosz 50 rubeles bankjegy 1807-ből. Az orosz papírpénzeket Napóleon intenzíven hamisíttatta az oroszországi hadjárat során.

### Napóleoni háborúk
I. Napóleon 1808 októberében megegyezett az Orosz Birodalommal, hogy támogatja a Moldvára és Havasalföldre vonatkozó igényét, cserébe pedig az oroszoknak segíteniük kell őt egy esetleges Ausztria elleni háborúban. Sándor 1808-ban Arakcsejev tábornokot hadügyminiszterré nevezte ki. 1810-re kiderült, hogy a franciák nem fogják támogatni Oroszország törökellenes harcait, így Sándor december 31-én felmondta a köztük lévő megegyezést. A cár ettől kezdve attól félt, hogy a franciák megtámadják, így békét kötött a törökökkel. Az orosz seregek kivonultak Moldvából és Havasalföldről, cserébe Besszarábia egy részéért.
Napóleon és a 600 000 fős Grande Armée 1812. június 24-én támadta meg az Orosz Birodalmat. Az orosz csapatok a felperzselt föld taktikáját alkalmazva folyamatosan vonultak vissza a franciák elől, mivel az ellenség számbeli fölényben volt. Napóleon abban bízott, hogy ha elfoglalják Moszkvát, a cár kapitulál. Mihail Illarionovics Kutuzov, az orosz seregek főparancsnoka szeptember 7-én, Borogyinónál megütközött a franciákkal, akik 40 000 embert veszítettek. Ám a Grande Armée még mindig sokkal nagyobb volt az orosz seregeknél, ezért Kutuzov úgy döntött, feladja Moszkvát. A járványoktól és éhségtől mintegy 100 000 főre apadt francia sereg szeptember 14-én érkezett meg Moszkvába, amit az oroszok addigra teljesen kiürítettek, majd este tüzek gyulladtak fel, és pár nap elteltével szinte teljesen leégett. A felgyújtást a város kormányzója, Rosztopcsin gróf rendelte el. A cár annyira félt a nép véleményétől, hogy 11 nappal késleltette a hír bejelentését.

Napóleon visszavonulása Moszkvából

Napóleon a téltől való félelmében még októberben elrendelte a visszavonulást: a franciák október 19-én kivonultak Moszkvából. A francia sereg október 24-én még győzni tudott a Malojaroszlavecben lezajlott ütközetben, ám Kutuzov folyamatosan követte őket, és lesből támadt rájuk. Ráadásul az orosz szabadcsapatok is megnehezítették a franciák dolgát, és a tél is szokatlanul korán köszöntött be. A Grande Armée már csak 25 000 főt számlált, amikor decemberben átkeltek a Nyemanon, ezzel elhagyva az Orosz Birodalmat. A franciák visszavonulása visszaállította Sándor népszerűségét, amit Moszkva és Borogyino miatt vesztett el.
A cár ezek után személyes ügyként kezelte Napóleon legyőzését. 1813-ban rávette Ausztriát és Poroszországot, hogy csatlakozzanak hozzá. Átvette a hadsereg vezetését, majd 1813 októberében súlyos vereséget mért a franciákra a lipcsei „népek csatájában”. A chaumont-i egyezményben kötelezte magát arra, hogy véglegesen leszámol Napóleonnal, 1814 márciusában Sándor győztes hadserege élén, bevonult Párizsba. Napóleon lemondott, Sándor pedig - némileg vonakodva - beleegyezett a Bourbonok visszatérésébe.
1814 őszén összeült a bécsi kongresszus, amely Európa felosztásáról hivatott dönteni. Sándor meg akarta szerezni az oroszok számára Lengyelországot, azonban ebbe a többi nagyhatalom (az angolok és az osztrákok) nem egyezett bele, attól félve, hogy az Orosz Birodalom így túl nagy hatalomra tesz szert. A cárnak így be kellett érnie Lengyelország egy kis részével.
Napóleon azonban visszatért a száműzetéséből, és újból megkísérelte magához ragadni a hatalmat. Az orosz hadsereg nem vett részt a megállításában 1815. június 18-án, a waterlooi csatában, mert a cár megsértődött a nagyhatalmakra. Ettől eltekintve Sándor továbbra is támogatta a négyes szövetséget Anglia, Poroszország, Osztrák Császárság és Oroszország között, de a britek tartottak a hatalmas orosz hadseregtől, így megkötötték a Szent Szövetséget.

### Az alkotmányosság kérdése
1815 novemberében a lengyelek megkapták az alapvető polgárjogokat biztosító alkotmányt, megszületett a Kongresszusi Lengyel Királyság, Oroszország védnöksége alatt, uralkodója Sándor cár volt, lengyel királyi minőségben. 1818-ban Sándor megbízta Novoszilcevet, hogy készítse el az orosz alkotmányt, azonban a cár végül mégis elvetette az ötletet, akárcsak Arakcsejev jobbágy-felszabadításról szóló tervét.

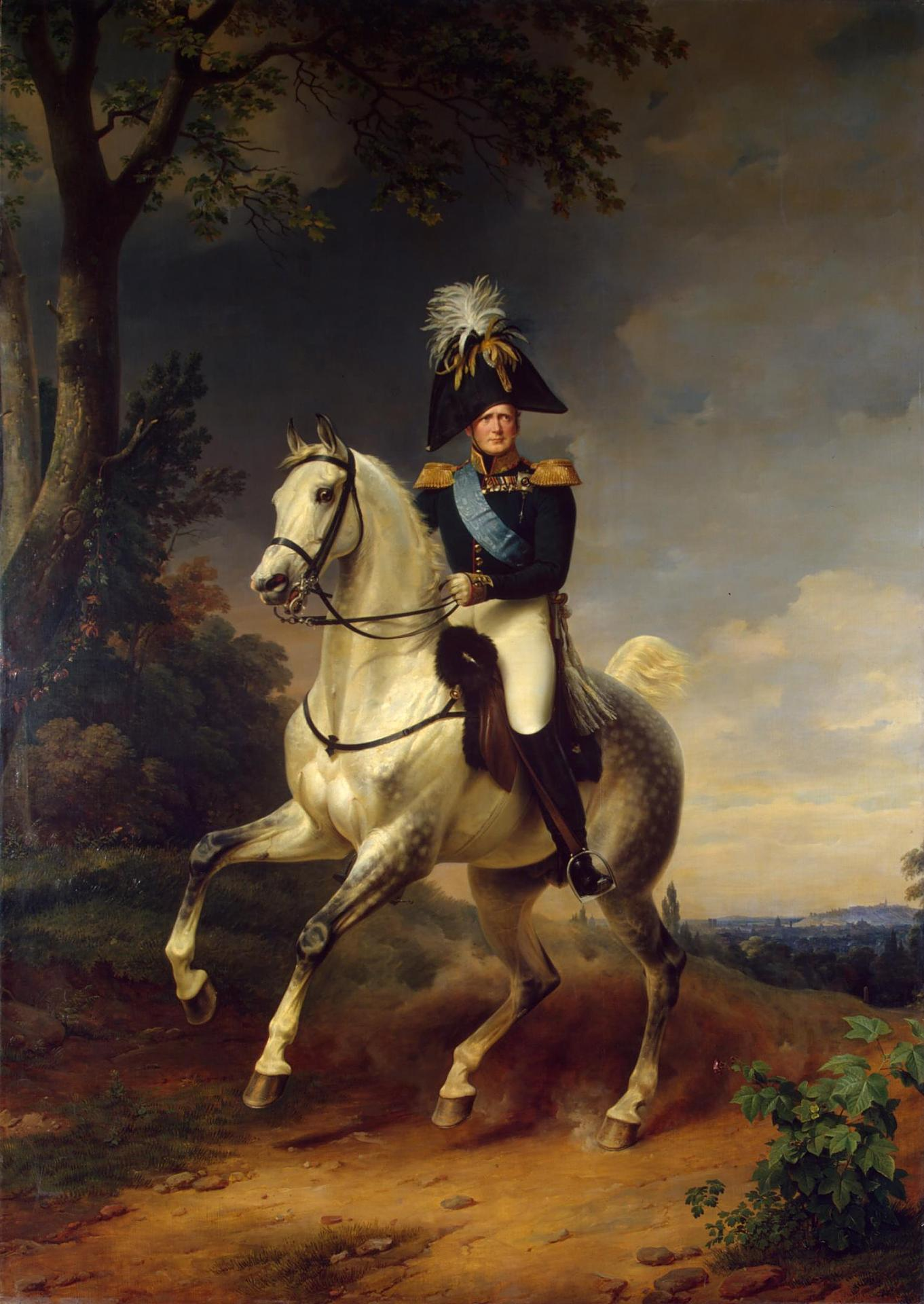
I. Sándor Franz Krüger festményén

1820 körül több lázadás is kitört, többek között a Szemjonovszkij ezred is a felkelők mellé állt. Ez arra késztette Sándort, hogy elnyomó politikát vezessen be. Utasította Arakcsejevet, dolgozza ki a katonai telepek új rendszerét. Az elképzelés szerint ezek a telepek megakadályozták volna, hogy az újoncok 25 éven keresztül el legyenek vágva a civil élettől. A telepeket katonákkal, a családjaikkal, és kincstári parasztokkal népesítették be, akik a földet művelték. Azonban a katonáknak nem tetszett az Arakcsejev tábornok által bevezetett vasfegyelem, bár ingyenes orvosi ellátást és oktatást kaptak. A rendszeren I. Miklós uralkodása alatt sokat enyhítettek, majd a krími háború alatt teljesen fel is számolták.
1814-ben Sándor Angliába látogatott, ahol nagy hatással volt rá a Bibliatársaság. Jelentős támogatást nyújtott a társaságnak abban, hogy terjesszék a Szentírást Oroszországban. Az ortodox főpapság viszont megharagudott emiatt a cárra, végül egy Foptyij nevű szerzetes segítségével elérték, hogy 1822-ben a cár betiltsa a társaság munkáját. Foptyij egy ortodox szerzetes volt, aki nagy hatást gyakorolt a cárra; még arra is rá tudta venni, hogy 1824-ben lemondassa Alekszandr Golicin herceget, a vallás- és közoktatási minisztert.
A Szent Szövetség 1818-as aacheni kongresszusán a cár javasolta egy olyan szövetség létrehozását, amely elfojtja a forradalmakat, és betartatja a bécsi kongresszus által kijelölt területi határokat. A britek azonban ellenezték, a cár pedig visszavonta javaslatát. 1822-ben, a veronai kongresszuson Sándor beleegyezett abba, hogy a törökök „rendezzék el” a balkáni felkeléseket (előtte ugyanis Sándor támogatta a görög szabadságharcosokat egy Joánisz Kapodísztriasz nevű, görög nemesi származású, orosz szolgálatba állt diplomata befolyására).

### Külpolitika
A cár még az uralkodása kezdetén hazahívta Oroszországba azt az expedíciót, amit még apja indított el India megtámadására. Sándor Nagy-Britannia felé fordult, és kereskedelmi kapcsolatokat épített ki velük. A terjeszkedésről azonban nem mondott le: 1801-ben Oroszországhoz csatolta Grúziát. A Perzsia elleni 1804-1813-as háború eredményeként az oroszoké lett a Kaukázus térsége, és a kazah törzsek is orosz fennhatóság alá kerültek.
1805-ben Sándor csatlakozott a britek és az osztrákok harmadik franciaellenes koalíciójához. Az orosz csapatok azonban december 2-án hatalmas vereséget szenvedtek a franciáktól Austerlitznél. Ausztria békét kötött a franciákkal, a Német-római Birodalmat pedig feloszlatták. 1806-ban egy újabb koalíció jött létre Poroszország, Oroszország, Nagy-Britannia és Svédország részvételével. A franciák azonban bevették Berlint és térdre kényszerítették Poroszországot. Sándor erre 1807. július 7-én békét kötött Napóleonnal Tilsitben. Az oroszok lemondtak a Jón-szigetekről, Havasalföldről, és Moldváról, és megszakították kereskedelmi kapcsolataikat a britekkel. A franciák viszont beleegyeztek abba, hogy az oroszok elfoglalják Finnországot.
Az oroszok többsége felháborítónak és megalázónak tartotta a tilsiti szövetséget: úgy vélték, az orosz gazdaság katasztrofális helyzetbe kerülhet, ha megszakítják a kereskedelmi kapcsolatokat Angliával. Sándor azonban titokban tartotta valódi terveit, és a megfelelő alkalomra várt. Egykori kiképzőtisztje, Arakcsejev tábornok (1808-tól hadügyminiszter) szakértő segítségével átszervezte és megerősítette a hadsereget.
Sándor 1808-ban ismét találkozott Napóleonnal, ezúttal a szászországi Erfurtban. Itt azonban már sokkal tartózkodóbban viselkedett a francia császárral szemben. Mikor 1809-ben Ausztria hadat üzent Franciaországnak, a cár - noha a Napóleonnal kötött megállapodása erre kötelezte volna - nem avatkozott be a franciák oldalán. Az orosz csapatok bevonultak ugyan Galíciába, de passzívak maradtak. Napóleon szemrehányást tett Sándornak, amiért az oroszok - semleges országok hajóinak igénybevételével - kijátszották a kontinentális zárlatot, és a cár nem volt hajlandó feleségül adni hozzá testvérhúgát, Anna Pavlovna nagyhercegnőt. Sándor viszont hiába igyekezett kicsikarni azt az ígéretet Napóleonból, hogy nem hoz létre független lengyel királyságot: 1810-ben a Francia Császárság bekebelezte a Balti-tenger partján lévő német területeket.
Az udvarban uralkodó Napóleon-ellenes hangulat arra kényszerítette a cárt, hogy száműzze Szperanszkijt. Véleményét gyökeresen megváltoztatva átvette a legkedvesebb húga, Jekatyerina Pavlovna körül szerveződő hazafias csoport konzervatív nézeteit. Úgy ítélte meg, hogy az adott körülmények között Oroszországnak ragaszkodnia kell hagyományos intézményeihez.

## Magánélet
Sándor nem szerette feleségét, Jelizaveta Alekszejevna cárnét, és sok szeretője volt. Egyiküktől, Marija Nariskinától több gyermeke is született. 1815-ben a cár Julie de Krüger bárónő befolyása alá került, aki elhitette vele, hogy Isten történelmi küldetést szán neki. Felesége hamar megbarátkozott kedvenc lányával, Szofjával, aki Sándor törvénytelen lánya volt Marija Nariskinától.

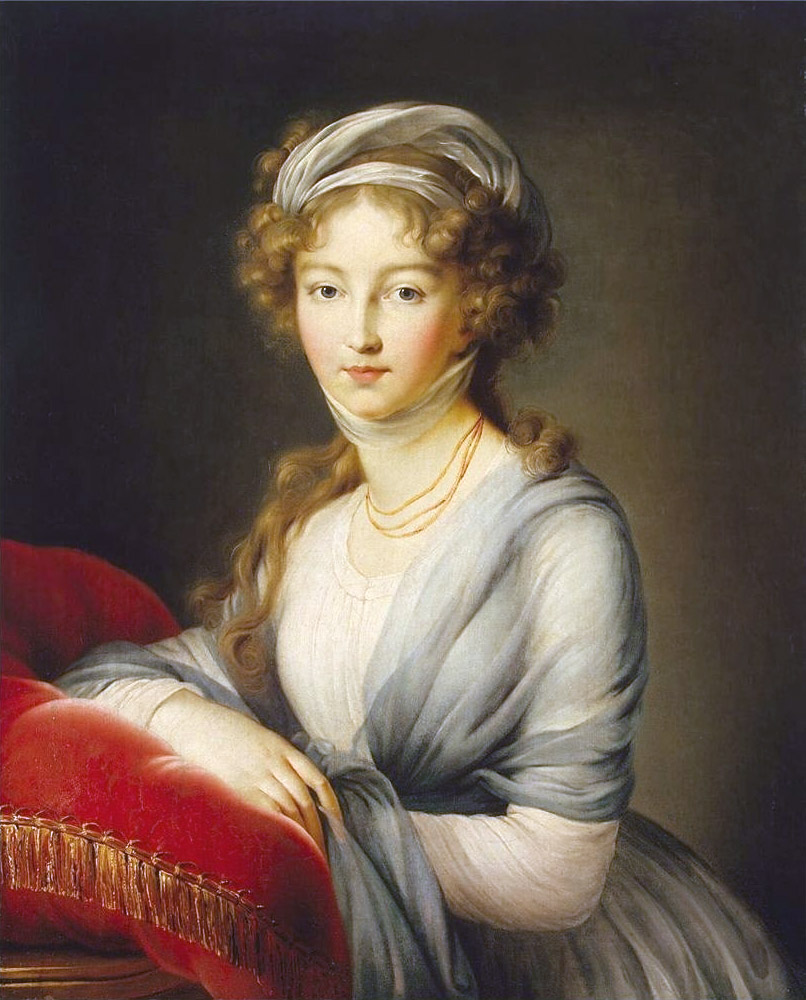
Jelizaveta Alekszejevna cárné

A cárnak két lánya született feleségétől:
- Marija Alekszandrovna nagyhercegnő (1799. május 29. – 1800. július 8.)
- Jelizaveta Alekszandrovna nagyhercegnő (1806. november 16. – 1808. május 12.)

Sándornak további kilenc törvénytelen utóda volt a szeretőitől:
- Nyikolaj Loukache (1796–1868), Szofja Vszevolojszkaja fia
- Zinaida Nariskina (1806–1810), Marija Nariskina lánya
- Szofja Nariskina (1813–1824), Marija Nariskina lánya
- Emmanuel Nariskin (1813–1901), Marija Nariskina fia
- Marija Parijszkaja (1814–1874), Marguertie Weimer lánya
- Vilhelmina Alexandrina (1816–1863), Marguerite Weimer lánya
- Gusztav Ehrenber (1818–1895), Veronika Dzierzanocszka fia
- Marija Turkesztanova (1819–1843), Varvara Turkesztanova lánya
- Nyikolaj Vasziljevics Iszakov (1821–1891), Marija Ivanovna Katatcsarova fia

## Trónutódlás és halál
1808-ban meghalt Sándor kisebbik lánya is, így nem maradt törvényes utóda. Idősebbik öccse, Konsztantyin nagyherceg, aki Lengyelország cári helytartója volt, lengyel grófnőt vett el. A házasság azonban morganatikus volt, így Konsztantyin nem jöhetett szóba utódként.
A lehetséges utód csak Sándor második öccse, Miklós nagyherceg lehetett. Sándornak nem voltak kifogásai Miklós ellen, Konsztantyin pedig lemondott trónigényéről, így a cár Miklóst tette meg örökösének.
A cár 1824 elején súlyos orbáncot kapott. Abban az évben meghalt kedvenc lánya, Szofja, és Szentpétervárat elárasztotta a Néva. A cár ezekben az időkben került közel feleségéhez, de Jelizaveta Alekszejevának is megromlott az egészsége a következő évben. A cári pár az Azovi-tenger partján fekvő egyik városba utazott, hogy a kemény telet ne Oroszországban töltsék. A cár megragadta az alkalmat, és meglátogatott néhány arrafelé állomásozó ezredet. Egy ilyen látogatás alkalmával belázasodott és 1825. december 1-jén Taganrogban elhunyt. Holttestét a szentpétervári temetés előtt nem ravatalozták fel, ezért olyan mendemondák kaptak szárnyra, miszerint nem is halt meg, csak lemondott a trónról, és vándorló szerzetesnek állt. Az évek folyamán többen is I. Sándornak adták ki magukat, a leghíresebb közülük Fjodor Kuzmics volt. Állítólag nagyon jól ismerte a cári családot és az államügyeket, de szinte teljesen lehetetlennek tűnik, hogy az élete végén amúgy is gyengélkedő cár eléljen egészen 1864-ig.